# Zehneria capillacea
Zehneria capillacea là một loài thực vật có hoa trong họ Cucurbitaceae. Loài này được (Schumach.) C.Jeffrey miêu tả khoa học đầu tiên năm 1961.